# NGC 5298
NGC 5298 (другие обозначения — ESO 445-39, MCG -5-33-15, PGC 48985) — спиральная галактика с перемычкой (SBb) в созвездии Центавр.
Этот объект входит в число перечисленных в оригинальной редакции «Нового общего каталога».